# اورستس ۱۳۴۷۵
سیارک ۱۳۴۷۵ (به انگلیسی: 13475 Orestes، نامگذاری:1973SX) سیزده هزار و چهارصد و هفتاد و پنجمین سیارک کشف شده‌است که در ۱۹ سپتامبر ۱۹۷۳ کشف شد.
قدر مطلق سیارک برابر ۱۱٫۴۰ است.